# Wes Anderson (Musiker)
Wessell „Wes“ „Warmdaddy“ Anderson (* 27. November 1964 in Brooklyn) ist ein US-amerikanischer Jazzmusiker (Saxophone, Flöte, Piano).
Anderson wuchs in Bedford-Stuyvesant und im Brooklyner Stadtteil Crown Heights auf und lernte zunächst ab dem zwölften Lebensjahr klassisches Klavier. Durch seinen Vater, einen Schlagzeuger, kam er zum Jazz; er trat als Teenager in lokalen Clubs auf und studierte zunächst bei Roland Alexander, dann beim Jazzmobile, wo er Workshops von Frank Wess, Charles Davis und Frank Foster besuchte. Er lernte Branford Marsalis kennen, der ihn überzeugte, bei Alvin Batiste an der Southern University in Louisiana zu studieren. Ab 1988 war er Mitglied im Wynton-Marsalis-Septett und spielte auch in Marsalis’ Lincoln Center Jazz Orchestra. 1994 veröffentlichte er sein Debütalbum auf Atlantic Records, an dem Eric Reed und Ben Wolfe mitwirkten. Er unterrichtete an der Michigan State University. Anderson wirkte von 1987 bis 2009 bei 83 Aufnahmesessions mit. 2012 erlitt er einen Schlaganfall.

## Diskographische Hinweise
- Warmdaddy in the Garden of Swing (Atlantic, 1994)
- Ways of Warmdaddy (Atlantic, 1995)
- Live at the Village Vanguard (Leaning House, 1998)

## Lexikalischer Eintrag
- Leonard Feather, Ira Gitler: The Biographical Encyclopedia of Jazz. Oxford University Press, New York 1999, ISBN 0-19-532000-X.